# Geografia del Laos

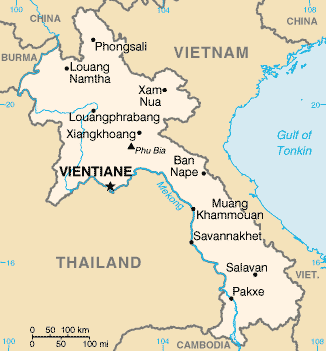
Carta del Laos.

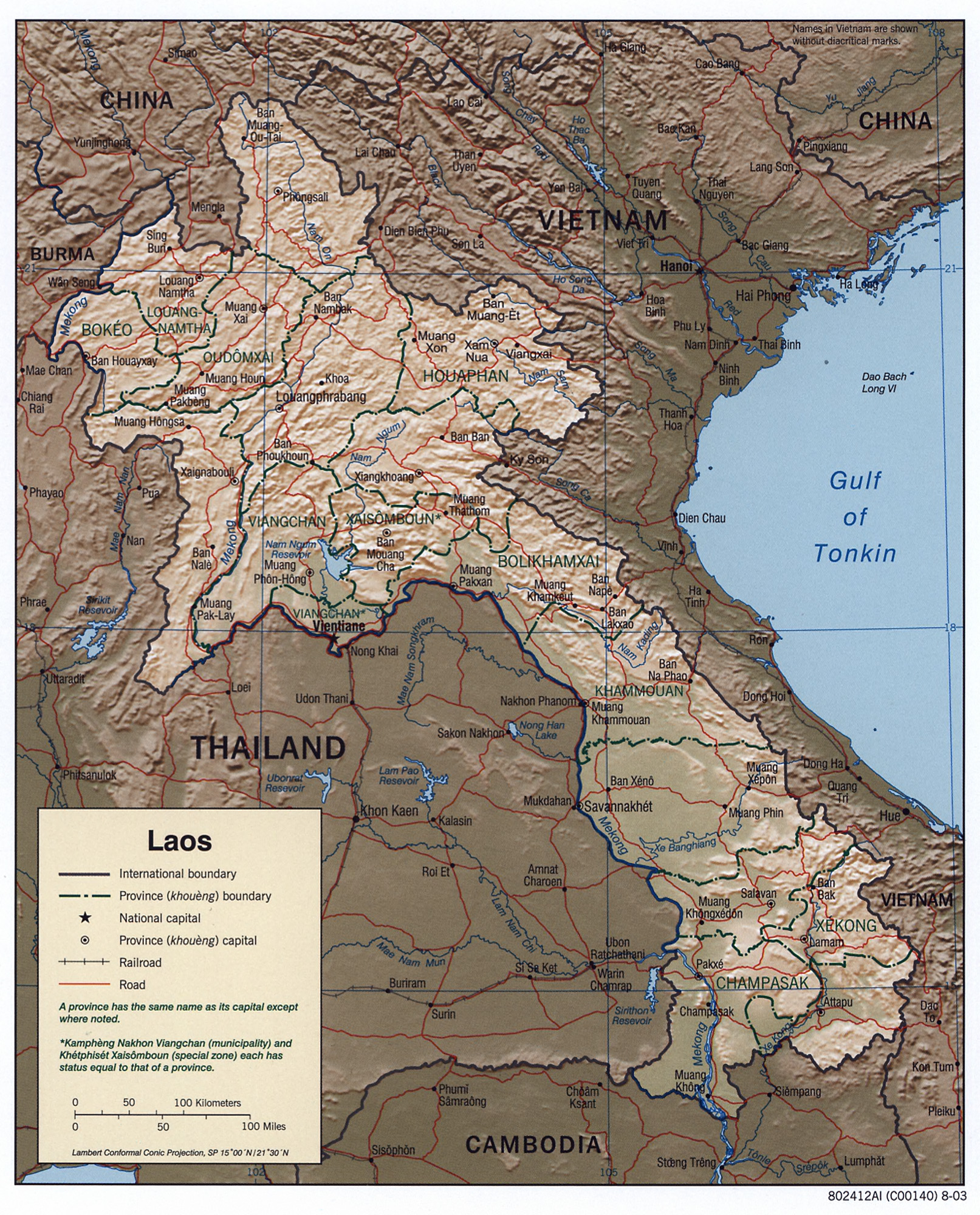
Carta dettagliata del Laos.

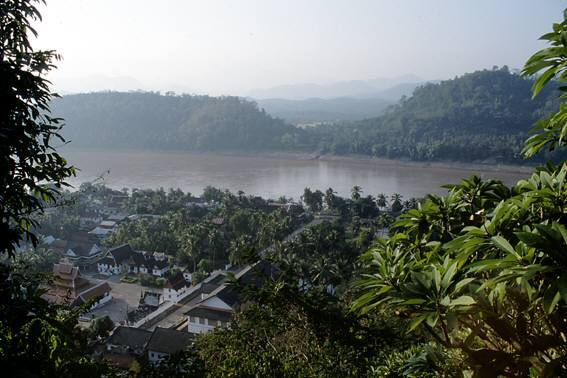
Il Mekong a Luang Prabang.

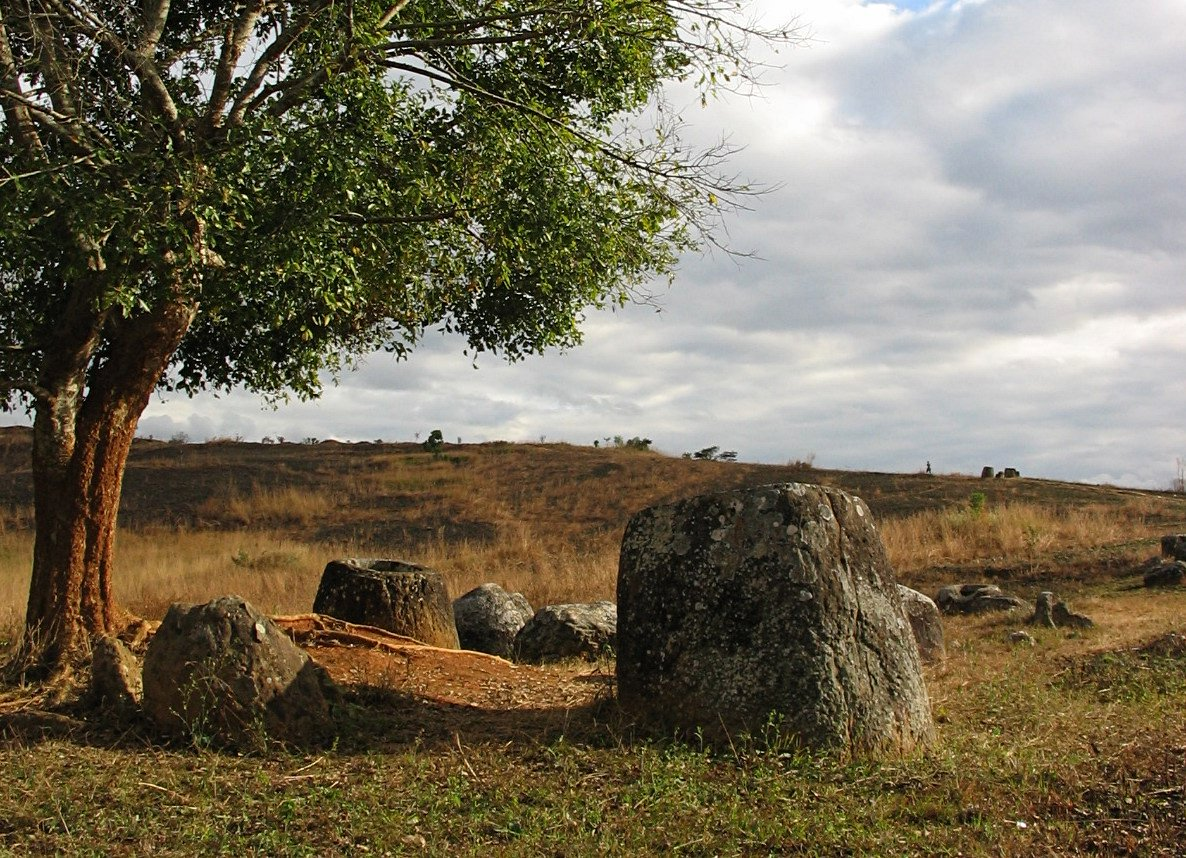
La Piana delle Giare.

Carta climatica del Laos.

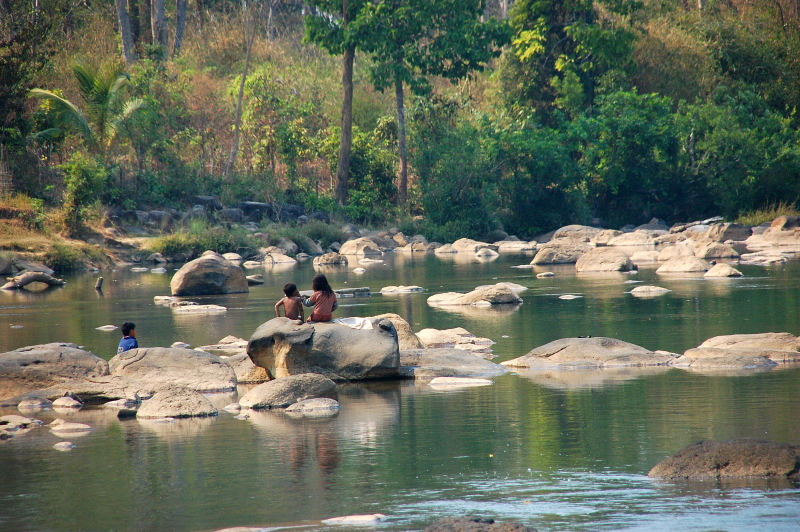
Il tavoliere dei Boloven.

Il Laos confina a nord con la Cina, a nord-est e ad est con il Vietnam, a sud con la Cambogia, a ovest con la Thailandia e a nord-ovest con il Myanmar (Birmania).

## Morfologia
Dominano il territorio del Laos le sue inospitali montagne ricoperte di foreste, che nel nord raggiungono un'altitudine massima di 2818 m con il monte Bia e altrove costituiscono un impedimento agli spostamenti. La catena principale è disposta lungo un asse nord-ovest/sud-est e forma parte della Cordigliera Annamita (Chaîne Annamitique), ma in tutto il paese sono presenti anche catene secondarie. Sull'altopiano di Xiangkhoang, nel Laos centro-settentrionale, la Piana delle Giare (Thông Haihin; che deve il nome alle grandi giare di pietra di epoca preistorica ivi scoperte) consiste in un susseguirsi di praterie ondulate piuttosto che in una vera pianura e costituisce il fulcro delle vie di comunicazione. Il paesaggio carsico delle province centrali di Bolikhamxay e di Khammouan contiene caverne e pinnacoli di calcare pesantemente erosi. Nel sud, il tavoliere dei Boloven, ad un'altitudine di circa 1100 m, è ricoperto da aree boschive aperte e presenta un suolo generalmente fertile. Le uniche pianure di dimensioni considerevoli sono situate lungo la sponda orientale del fiume Mekong.

## Idrografia
L'andamento generale della pendenza del territorio del Laos va da est a ovest, e tutti i maggiori fiumi del paese - il Tha, il Beng, l'Ou, lo Ngum, il Kading, il Bangfai, il Banghiang e il Kong - sono affluenti del Mekong (Mènam Khong). Il Mekong scorre generalmente verso sud-est e sud lungo e attraverso il Laos occidentale e forma il confine con il Myanmar e la maggior parte del confine con la Thailandia. Il corso del fiume stesso è fortemente ristretto da gole nel nord del Laos, ma, dal momento in cui raggiunge Vientiane, la sua valle si allarga ed espone vaste aree alle inondazioni quando il fiume supera le sue sponde, come ha fatto in particolare nell'agosto del 1966. Pochi fiumi del Laos orientale scorrono verso est attraverso passaggi nella Cordigliera Annamita fino a raggiungere il golfo del Tonchino; il più importante tra questi è il fiume Ma, che nasce nel nord-est, appena entro il confine del Vietnam.

## Suoli
I suoli nelle pianure alluvionali sono formati da alluvioni depositate dai fiumi, e possono essere sabbiosi o argillo-sabbiosi dal colore chiaro o sabbiosi dal colore grigio o giallo; dal punto di vista chimico, sono neutri o leggermente acidi. I suoli degli altopiani derivano dall'erosione di rocce cristalline, granitiche, scistose o arenarie, e sono generalmente più acidi e molto meno fertili. Il Laos meridionale comprende aree di suoli lateritici (lisciviati e ricchi di ferro), nonché di suoli basaltici, nel tavoliere dei Boloven.

## Clima
Il Laos presenta il clima monsonico tropicale (con alternanza di stagioni umide e secche) tipico della regione, anche se le montagne provocano alcune variazioni di temperatura. Durante la stagione delle piogge (da maggio a ottobre), i venti del monsone di sud-ovest depositano in media 1300-2300 mm di precipitazioni, fino a un massimo di 4100 mm sul tavoliere dei Boloven. La stagione secca (da novembre ad aprile) è dominata dal monsone di nord-est. Le temperature, dai 16-21 °C dei mesi freddi che vanno da dicembre a febbraio, si innalzano fino a più di 32 °C in marzo e aprile, poco prima dell'inizio delle piogge. Durante la stagione umida la temperatura media è di 27 °C.

## Flora e fauna
Il paesaggio del Laos è caratterizzato da foreste pluviali tropicali di latifoglie sempreverdi nel nord e da foreste monsoniche miste di alberi sempreverdi e decidui nel sud. Nelle aree dove si sviluppa la foresta monsonica il suolo è ricoperto da un'erba alta e coriacea chiamata tranh; gli alberi sono prevalentemente di crescita secondaria, con abbondanza di bambù, arbusti e banani selvatici. Il Laos ospita anche centinaia di specie di orchidee e di palme.
Le foreste e i campi danno sostentamento ad una ricca fauna, che comprende quasi 200 specie di mammiferi, circa lo stesso numero di rettili e anfibi, e circa 700 varietà di uccelli. Tra i mammiferi più comuni figurano gaur (bovini selvatici), cervi, orsi e scimmie. Elefanti, rinoceronti e tigri, così come alcuni tipi di bovini selvatici, scimmie e gibboni, sono tra i mammiferi più minacciati del paese. Gechi, serpenti, scinchi e rane sono numerosi; alcuni tipi di tartaruga sono minacciati. La volta e il suolo della foresta sono abitati da innumerevoli uccelli canori, garruli, picchi e tordi, nonché da tutta una serie di rapaci più grandi. Numerosi uccelli acquatici vivono nelle pianure. Alcune dozzine di specie di uccelli del Laos sono minacciate; tra queste, figurano la maggior parte dei buceri, degli ibis e delle cicogne.